# إدوارد فاريل (منافس ألعاب قوى)
إدوارد فاريل (بالإنجليزية: Edward Farrell)‏ هو منافس ألعاب قوى أمريكي، ولد في 14 يونيو 1886، وتوفي في 18 يوليو 1958.

## وصلات خارجية
- إدوارد فاريل على موقع أوليمبيديا (الإنجليزية)